# Santuario della Madonna delle Grazie (Pontassieve)
Il santuario della Madonna delle Grazie, detto anche santuario della Madonna del Sasso, si trova nel comune di Pontassieve.

## Storia
Il santuario è detto anche della Madonna del Sasso con riferimento a una serie di apparizioni mariane, che sarebbero avvenute nel 1484.
L'edificio venne costruito nel 1490 al posto di un oratorio di origine medievale. L'attuale chiesa, ben più ampia, rimaneggiata nei secoli successivi, è costituita da un oratorio inferiore e da uno superiore, quest'ultimo preceduto da un portico su due lati risalente al Seicento.

## Le apparizioni
Accanto all'oratorio originale si trovava un antico tabernacolo contenente un'immagine mariana, nei pressi della quale sarebbe apparsa sopra una roccia la Vergine Maria, il 2 luglio 1484, a due pastorelle, le sorelline Ricovera, salite per ottenere dalla Madonna la guarigione del padre moribondo, che subito guarì. La Vergine avrebbe anche invitato alla lettura del Vangelo, chiedendo inoltre la costruzione di una chiesa. Si sarebbero verificate in seguito altre apparizioni, tra le quali quella del 22 agosto 1485, detta "Grande Apparizione", nella quale la Vergine si sarebbe manifestata al popolo, riunito in preghiera insieme alle sorelline Ricovera. Dopo questo episodio, il 2 luglio 1490, iniziarono i lavori per la costruzione della chiesa. Sotto la mensa dell'altare maggiore fu posizionata una porzione della roccia sulla quale sarebbe stata vista apparire la Madonna.

## Descrizione
Nell'oratorio inferiore, di moderna fattura, si trova una tavola del primo Quattrocento, raffigurante la Madonna con il Bambino e i Santi Giovanni Battista e Leonardo, opera dei primi del XV secolo attribuita a Giovanni Benintendi detto il Ceraiolo.
Nell'oratorio superiore, le cui pareti sono decorate da affreschi neoclassici, si trovano: sulla destra il Transito di san Giuseppe, tela di scuola fiorentina dei primi del XVIII secolo, e la Crocifissione datata 1600 opera di Benedetto Veli; sulla sinistra un dipinto con la Madonna, angeli e santi di Francesco Curradi. In una cappella è una tela con l'Apparizione della Madonna del Sasso dipinta nel 1709 da Ottaviano Dandini per i marchesi Guadagni.